# Манавгат
 Это статья о городе в Турции, о реке см. Манавгат (река)
Манавга́т (тур. Manavgat) — город и район в турецкой провинции Анталья, город находится в 76 км от города Анталья. Манавгат является третьим по величине городом провинции после Антальи и Аланьи.

## Расположение
Манавгат расположен по обе стороны реки Манавгат в долине под тем же названием. Река Манавгат питает своими водами эти плодородные земли. Водопад и её дельта — самое важное природное богатство этого места.

## История
Город был основан в эпоху сельджуков в 1329 году и носил имя Меласс (Карасу).
В 1472 году город вошёл в состав Османской империи. В XX веке он был включён в границу округа Кония в качестве волости города Алания.

## Достопримечательности
Главными достопримечательностями этого района являются античный город Сиде, водопад Манавгат, Национальный парк «Кёпрюлю каньон», озеро Титреенгёль, водохранилище Оймапинар и развалины города Селевкия.

## Территориальное деление
В состав Манавгата входят 106 микрорайонов (махалле). Ниже приведён список некоторых из них:
- Гюндогду
- Кызылагач
- Кызылот
- Оймапынар
- Сарылар
- Сиде
- Ташагыл
- Чолаклы
- Ылыджа
- Эвренсеки

## Плотины
На реке Манавгат сооружены две плотины: Манавгат (1987) и Оймапынар (1984).